# Người Alemanni

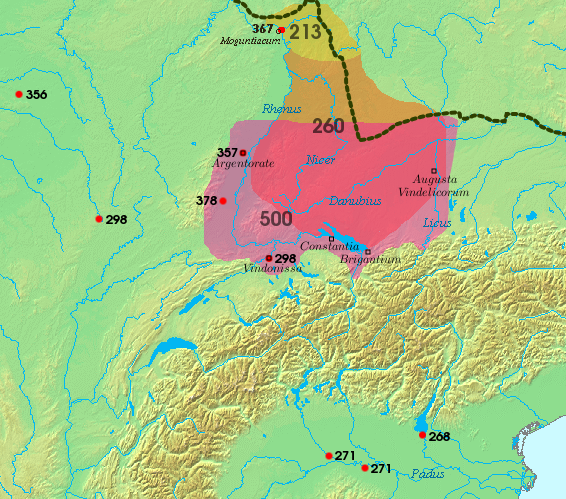
Khu vực sinh sống của người Alemanni, những địa điểm các trận chiến giữa người Alemanni và người La Mã, từ thế kỷ 3 tới thế kỷ 6

Alemanni (Alamanni, Alamani) là một liên minh các bộ tộc Suebi người German bắt nguồn từ khu vực thượng sông Rhine. Lần đầu tiên được đề cập bởi những người La Mã là vào năm 213, người Alamanni chiếm Agri Decumates năm 260, và sau đó mở rộng cho đến vùng đất ngày nay là Alsace, và phía bắc Thụy Sĩ, tạo lập nên ngôn ngữ tiếng Đức ở những khu vực này. Năm 496, người Alamanni bị vị thủ lĩnh người Frank là Clovis chinh phục và sáp nhập vào lãnh địa của mình. Di sản của người Alamanni tồn tại cho đến ngày nay là tên của nước Đức trong một số ngôn ngữ khác nhau.

## Tên gọi
Theo ghi chép của Asinius Quadratus (được trích dẫn vào giữa thế kỷ 6 bởi sử gia Byzantine Agathias) tên của họ có nghĩa là "tất cả mọi người". Nó chỉ ra rằng họ là một dân tộc được tạo thành từ nhiều các bộ lạc Đức khác nhau. Đây là nguồn gốc của từ Alemanni được sử dụng bởi Edward Gibbon, trong tác phẩm sự suy tàn và sụp đổ của Đế quốc La Mã của ông và đóng góp vô danh của các ghi chú được tập hợp từ các giấy tờ của Nicolas Fréret, xuất bản năm 1753, lưu ý rằng đó là tên được sử dụng bởi những người ngoài cuộc cho những người tự gọi mình là người Suevi
Walafrid Strabo, một tu sĩ của Tu viện Thánh Gall, viết vào thế kỷ thứ 9, lưu ý rằng, trong những cuộc thảo luận về người Thụy Sĩ và những khu vực xung quanh, chỉ có người ngoại quốc gọi họ là dân Alemanni, nhưng chỉ có bản thân họ coi mình là người Suevi.
Tên của nước Đức và tiếng Đức, trong tiếng Pháp là Allemagne, allemand, trong tiếng Bồ Đào Nha, Alemanha, alemão, trong tiếng Tây Ban Nha, Alemania, Aleman, và trong tiếng Wales (Yr) Almaen, almaeneg. Được bắt nguồn từ tên của liên minh bộ lạc Đức này lúc đầu. Tiếng Ba Tư và tiếng Ả Rập cũng gọi người Đức là Almaani, và nước Đức là Almaan trong tiếng Ba Tư và Almaania trong tiếng Ả Rập. Trong tiếng Thổ Nhĩ Kỳ,người Đức là Alman và nước Đức là Almanya.

## Lịch sử

### Những đề cập đầu tiên
Người Alemanni lần đầu tiên được đề cập bởi Cassius Dio khi ông mô tả chiến dịch của Caracalla vào năm 213. Vào thời điểm đó họ dường như sống trong lưu vực lòng chảo của sông Main, về phía nam của người Chatti.
Cassius Dio (78.13.4) đã miêu tả người Alemanni như là nạn nhân của hoàng đế nguy hiểm này. Họ đã yêu cầu sự giúp đỡ của ông ta, theo như Dio nói, nhưng thay vào đó ông ta thuộc địa hóa vùng đất của họ, thay đổi tên vùng đất của họ và hành quyết các chiến binh của họ dưới một lý do đến trợ giúp cho họ. Khi ông ta ngã bệnh, người Alemanni tuyên bố đã yểm bùa vào ông ta (78.15.2). Nhưng Caracalla, theo những gì ông ta tuyên bố, là đã cố gắng để chống lại lời nguyền này bằng cách cầu xin linh hồn tổ tiên mình.
Để trừng phạt họ, Caracalla sau đó dẫn quân đoàn Legio II Traiana Fortis tiến đánh người Alemanni, họ đã bị thua trận và bị bình định trong một thời gian. Quân đoàn này sau đó được vinh danh với tên Germanica cho chiến thắng này. Trong tác phẩm Historia Augusta, Cuộc đời của Antoninus Caracalla, thuật lại rằng (10.5) Caracalla sau đó lấy tên Alemannicus.
Mối quan hệ đối kháng giữa hai phe này có lẽ là lý do tại sao các nhà văn La Mã tiếp tục gọi người Alemanni là barbari, "man rợ". Tuy nhiên, những bằng chứng khảo cổ học cho thấy rằng phần lớn họ đã La Mã hóa, sống trong những ngôi nhà theo phong cách La Mã và sử dụng các vật dụng La Mã, những người phụ nữ Alemanni đã chấp nhận trang phục áo dài của La Mã thậm chí sớm hơn so với những người đàn ông.
Hầu hết người Alemanni có lẽ vào thời gian này thường trú trong hoặc gần biên giới của Thượng Germania. Mặc dù Dio là nhà văn đầu tiên đề cập đến họ, Ammianus Marcellinus sử dụng tên gọi này để chỉ người Đức ở khu vực Limes Germanicus trong thời kì Traianus làm thống đốc của tỉnh này ngay sau khi nó được hình thành, vào khoảng năm 98/99. Vào thời điểm đó toàn bộ biên giới đã được bảo vệ bởi đồn lũy ngay từ lúc đầu. Những cây gỗ từ công sự đầu tiên được tìm thấy tại Hạ Germania có niên đại vào khoảng năm 99/100. Ngay sau đó Traianus đã được lựa chọn bởi Nerva là người kế vị ông ta. Vào năm 100, Traianus đã trở lại tại Roma với tư cách là Hoàng đế thay vì chỉ đơn thuần là một chấp chính quan.
Ammianus đã thuật lại rằng (xvii.1.11) sau này Hoàng đế Julianus Bội giáo đã tiến hành một cuộc chinh phạt đối với người Alemanni, những người lúc đó đang ở Alsace, và vượt qua sông Main(Tiếng Latinh là Menus) tiếng vào các khu rừng, nơi những con đường mòn bị chặn bởi cây đốn. Ngay khi mùa đông đến, họ đã tái chiếm lại một "pháo đài được thiết lập trên đất đai của người Alemanni mà Trajan đã mong rằng nó mang tên của ông ta".
Trong bối cảnh này, việc sử dụng tên gọi Alemanni có thể là lỗi thời nhưng nó cho thấy rằng Ammianus tin họ là đều là cùng một dân tộc, mà vốn phù hợp với vị trí của người Alemanni trong chiến dịch của Caracalla.

### Alemanni và Hermunduri
Nguồn sử liệu chi tiết đầu tiên, tác phẩm Germania của Tacitus, ghi lại trong chương 42 rằng người Hermunduri, một bộ tộc chắc chắn đã từng sinh sống trong khu vực mà sau này là Thuringia. Tacitus nói rằng họ đã buôn bán với Rhaetia, mà theo Ptolemy là nằm đối diện với Thượng Germania ở phía bên kia sông Danube. Một kết luận hợp lý được rút ra ở đây đó là người Hermunduri đã bành trướng tới vùng đất sau này là Swabia và do đó người Alemanni ban đầu có nguồn gốc từ người Hermunduri.
Tuy nhiên, người Hermunduri lại không hề xuất hiện trong tác phẩm của Ptolemy, mặc dù sau thời Ptolemy, người Hermunduri đã cùng với người Marcomanni tham gia vào cuộc chiến tranh kéo dài từ năm 166-180 để chống lại đế chế La Mã. Và theo như Tacitus thì sông Elbe bắt nguồn từ vùng đất của người Hermunduri, tại một nơi nào đó nằm về phía đông của thượng nguồn sông Main. Không những vậy, ông cũng xác định rằng họ sinh sống ở khu vực nằm giữa người Naristi (Varisti), vùng đất của họ được xác định là ở khu vực ngoài rìa của khu Rừng Đen cổ đại, người Marcomanni và Quadi. Hơn nữa, người Hermunduri đã bị suy yếu sau các cuộc chiến tranh Marcomanni và đã kí kết một hiệp ước hòa bình riêng rẽ với Rome. Vì vậy người Alemanni có lẽ không phải chủ yếu là người Hermunduri, mặc dù có mang một số đặc trưng của họ, người Alemani có thể là kết quả của sự pha trộn giữa các tộc người với nhau vào thời điểm đó.